# Бах, Николай Романович
Николай Романович Бах (Иоганн Николаус Бах, нем. Johann Nikolaus Bach; 27 января [8 февраля] 1853, Санкт-Петербург — 18 [30] января 1885, Касли, Пермская губерния) — русский скульптор, акварелист, академик Императорской Академии художеств.

## Биография
Родился 27 января (8 февраля) 1853 года в Санкт-Петербурге в семье скульптора Роберта Ивановича Баха. Брат архитекторов Е. Р. Баха и А. Р. Баха, скульптора Р. Р. Баха, и художника К. Р. Баха.

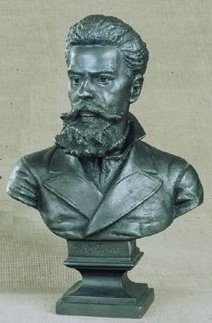
Бюст скульптора Н. Р. Баха. Модель А. С. Гилева

С 1864 по 1870 год учился в Петришуле. Одновременно скульптуре и живописи обучался у отца, а затем, сразу после окончания школы поступил в Императорскую Академию художеств. Во время обучения в Академии, был удостоен малой золотой медали за программную работу «Давид, бросающий камень» в 1873 году. Его следующая учебная работа в 1877 году была отмечена большой серебряной медалью. За выпускную программу «Весна» (аллегория из поэмы Шиллера) он получил звание художника 1-й степени и был выпущен из Академии в 1879 году.
В 1880 году выполнил бюст графа И. Е. Ферзена, заказанный ему императором Александром II.
В 1881 году исполнил портрет Александра III (бюст в натуральную величину). В 1882 году начал работу над композицией «Смерть Олега» (Песнь о вещем Олеге), за которую в 1884 году он получил звание академика скульптуры. В том же году он завершил свою работу «Пифия».
Еще в годы учебы в Академии исполнял многочисленные заказы на модели небольших ваз, подсвечников и пепельниц, декорированных рельефами в различных стилях, для бронзолитейной фабрики Никольса и Плинке в Санкт-Петербурге, где его отец был главным художником и директором. В 1884 году тяжело заболел, но не переставая работать, подписал контракт с Каслинским чугунолитейным заводом, который наряду с промышленными заказами, выпускал мелкими партиями и высокохудожественную продукцию для интерьеров домов и учреждений. Летом 1884 года Бах выехал в Касли, где вплоть до своей смерти работал заводским скульптором и успел подготовить к тиражированию в чугуне два десятка привезённых им из Санкт-Петербурга бронзовых моделей, среди которых было значительное количество его собственных работ и работ его отца — Роберта Ивановича Баха. Он сумел также возобновить занятия в школе, открытой его предшественником — М. Д. Канаевым. В этой заводской школе Бах обучал рабочих рисованию и лепке, секретам получения тонкостенных отливок.
Скончался от туберкулёза 17 (29) января 1885 года и был похоронен на местном кладбище в Касли.